# Ге, Пётр Николаевич
Пётр Николаевич Ге (21 августа [2 сентября] 1859, Италия — 29 января 1939, Белград) — русский художественный критик, мировой судья по основной службе, член городской управы Петербурга,; младший сын живописца Николая Ге. Статский советник.

## Биография
Пётр Ге родился и провел детство в Италии, где его отец (Николай Ге) был пенсионером Императорской Академии художеств. В этот период он запечатлен (вместе с братом Николаем) на картине отца «Мальчики у берега моря. Этюд» (1868, Государственная Третьяковская галерея).
14 июня 1878 года Пётр окончил Петербургское Второе реальное училище. после чего получил архитектурное образование. Между 1872 и 1889 годами он проходил воинскую службу. В юности под влиянием дяди — Ивана Ге — Пётр хотел стать актером.
В 1880-х годах Пётр Ге жил в Черниговской губернии (Нежин, Гирявка, Борзна), где служил в местном земстве. В 1894 году он переехал в Петербург, где был избран в столичные мировые судьи (1894—1914). В 1899—1901 годах Ге принимал участие в издании марксистского журнала «Жизнь», в котором заведовал художественным отделом. Он переписывался со Львом Толстым, Ильёй Репиным и Виктором Васнецовым.
4 июня 1894 года Пётр Ге послал Толстому из Нежина большое письмо с описанием последних дней отца.

Я написал вам все эти подробности потому, что я знаю, что хотя вам и больно будет, вы захотите знать, как именно умер ваш действительно искренний и лучший друг. Отец любил вас так, как я никогда не видел, чтоб кто-нибудь любил другого человека. Каждый день по многу раз он читал ваши сочинения и даже можно сказать, что он всякий разговор непременно сводил на вас — из неопубликованного письма; хранится в Толстовском кабинете Всесоюзной публичной библиотеки им. Ленина[стиль].
В коллекции Петра Ге находилась авторская копия картины отца «Распятие». Местонахождение копии (как и оригинала, принадлежавшего его брату Николаю) в настоящее время неизвестно.
Ге был недоволен книгой В. В. Стасова «Николай Николаевич Ге, его жизнь, произведения, переписка» (Спб., 1904).
Во время Февральской революции Пётр Ге вступил в партию кадетов, «призывал к охране существующего порядка». В 1918 году он получил чин статского советника. После того как 17 апреля 1918 года была убита («скончалась от перелома черепа») жена Петра Ге — Екатерина — переехал в Киев.
В 1920 году Пётр Ге передал большую часть принадлежащих ему картин отца в Киевский городской музей. Во время Гражданской войны он эвакуировался в Сербию вместе с армией барона Врангеля: в конце 1920-х годов читал лекции по истории искусства в Белграде.
Последние годы жизни Пётр Ге провел в Русском доме для престарелых. Был похоронен на кладбище Ново гроблье (Новое кладбище) в Белграде (могила была обнаружена в 2011 году).

## Произведения
- Очерк «Главные течения русской живописи XIX века в снимках с картин» (Москва, 1904)[12].
- Писал статьи об искусстве в журнале «Жизнь»[6] (1899—1901): например, «Характерные течения современной русской живописи» (1899, янв., кн. 1, с. 145—170). Статья Ге появилась после выхода первого номера журнала «Мир искусства» и была ответом С. П. Дягилеву на его статью «Наш мнимый упадок».

## Семья
Брат: Николай Николаевич Ге (младший, 1857—1938).
Жена: (двоюродная сестра) Екатерина Ивановна Забела (Забелы, 1858—1918) — родная сестра певицы Надежды Ивановны Забелы-Врубель, ставшей женой художника М. А. Врубеля; в браке с 1883 года.
Дети:
- Николай Петрович Ге (1884—1920) — публицист и художественный критик, дружил с М. Врубелем и А. Блоком, обладая феноменальной памятью — изучил все европейские языки; погиб в Киеве.
- Иван Петрович Ге (1887—1890)
- Анастасия Петровна Ге (1890 — после 1920) — во время Первой мировой войны работала сестрой милосердия сначала в одном из госпиталей Петербурга, затем во фронтовых госпиталях.